# 威廉·M·戴利
威廉·迈克尔·戴利（英語：William Michael Daley，1948年8月8日—），美国政治家、商人，民主黨黨員，自2011年1月至2012年1月出任歐巴馬政府的白宫幕僚長。

## 生平
威廉·戴利父亲理查德·约瑟夫·戴利曾任芝加哥市长。他曾任比尔·克林顿政府商务部长（1997年-2000年），波音公司董事，摩根大通高管等職務。
1998年1月27日，比尔·克林顿總統率領閣員到國會發表国情咨文期間，威廉·M·戴利被指定為指定倖存者（Designated survivor）在一處秘密安全地點待命，以便在聚集在眾議院會議廳中的總統、副總統以及其他的官員面臨災難時，能按照美國總統繼任順序繼任總統職位。
| 前任： 彼特·饒思 | 白宫幕僚长 2011年1月-2012年1月 | 繼任： 雅各布·路 |
| 前任： 米奇·坎特 | 美国商务部长 1997年-2000年     | 繼任： 诺曼·峰田 |